# Septmonts
Septmonts település Franciaországban, Aisne megyében. Lakosainak száma 571 fő (2022. január 1.). Septmonts Belleu, Billy-sur-Aisne, Rozières-sur-Crise és Bernoy-le-Château községekkel határos.

## Népesség
A település népessége az elmúlt években az alábbi módon változott:
| Lakosok száma | 532  | 516  | 515  | 532  | 571  | 560  | 560  | 566  | 568  | 571  |
|               | 1968 | 1982 | 1990 | 2006 | 2013 | 2015 | 2017 | 2019 | 2020 | 2022 |